# Duboki Potok (Srebrenik)
Pour les articles homonymes, voir Duboki Potok.
Duboki Potok (en cyrillique : Дубоки Поток) est une localité de Bosnie-Herzégovine. Elle est située dans la municipalité de Srebrenik, dans le canton de Tuzla et dans la fédération de Bosnie-et-Herzégovine. Selon les premiers résultats du recensement bosnien de 2013, elle compte 2 151 habitants.
Avant 1971, le village était rattaché à la localité de Seona ; depuis 1971, il est recensé comme  une entité administrative à part entière.

## Géographie
La localité est située au bord de la rivière Tinja.

## Démographie

### Évolution historique de la population dans la localité
| 1948 | 1953 | 1961 | 1971 | 1981  | 1991  | 2013  |
| ---- | ---- | ---- | ---- | ----- | ----- | ----- |
| -    | -    | -    | 833  | 1 348 | 1 883 | 2 151 |

|  |